# 丰乐镇 (肇州县)
丰乐镇，是中华人民共和国黑龙江省大庆市肇州县下辖的一个乡镇级行政单位。

## 行政区划
丰乐镇下辖以下地区：
丰乐社区、丰乐村、幸安村、生活村、改善村、丰强村、平安村和幸福村。